# Danh sách hoàng đế La Mã

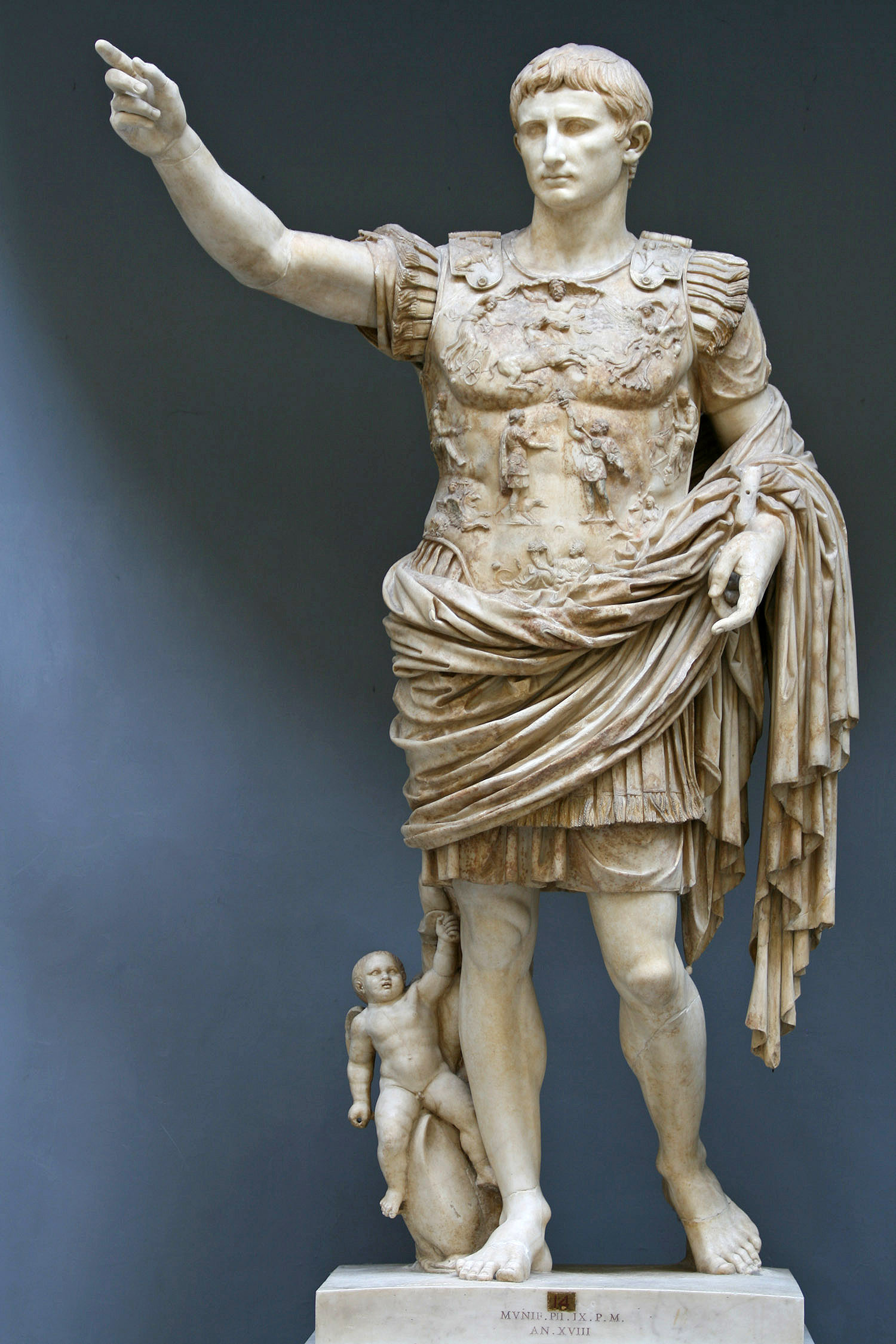
Augustus, Hoàng đế La Mã đầu tiên của chế độ Nguyên thủ.

Danh hiệu ‘"Hoàng đế La Mã"’ được các nhà sử học về sau dùng để gọi người đứng đầu nhà nước La Mã trong thời kỳ đế quốc. Đế quốc La Mã phát triển từ nền Cộng hòa La Mã, sau khi nó từng bước thống trị toàn bộ bờ biển Địa Trung Hải, có điểm đặc trưng là quyền lực tập trung vào một cá nhân, thay vì "Viện nguyên lão và toàn thể công dân La Mã".
Augustus, người được công nhận rộng rãi là hoàng đế La Mã đầu tiên, lên cầm quyền sau một cuộc chiến đẫm máu và trong một thời kỳ mà nhiều người dân La Mã còn giữ ý niệm mạnh mẽ về nền Cộng hòa, đã cẩn thận duy trì lớp vỏ Cộng hòa cho nền cai trị của mình (từ năm 27 tr.CN). Ông không đặt ra một danh hiệu mới, mà tập trung quyền lực vào một chức vụ tồn tại từ trước mà nay ông thâu tóm, ‘’ Princeps Senatus’’ (người đứng đầu Viện nguyên lão). Thể chế chính quyền này, tồn tại gần 300 năm, được gọi là ‘‘Chế độ Nguyên thủ’’ (Principate).
Về mặt từ nguyên, từ '’ Hoàng đế’’ trong các ngôn ngữ châu Âu xuất phát từ tiếng Latin ‘’Imperator’’, một danh hiệu dành cho người đứng đầu quân đội. Trong thời kỳ đầu của đế chế, Nguyên thủ không đương nhiên có được danh hiệu này mà phải được phong sau một thành tích quân sự. Tuy nhiên trong thời hiện đại nó được dùng một cách không phân biệt mọi nhà cai trị của đế quốc La Mã trong các giai đoạn khác nhau, với hàm ý nhấn mạnh liên hệ mạnh mẽ giữa nền cai trị và quân đội đế chế.
Cuối thế kỷ thứ 3 (sau CN), lên cầm quyền sau một thời kỳ nội chiến và bạo loạn kéo dài, Diocletianus đã chính thức hóa và thêm thắt vào danh hiệu hoàng đế bằng cách thiết lập sự tập trung quyền lực rõ ràng hơn vào cá nhân hoàng đế hay đặt ra tiếng tôn xưng ‘'Dominus Noster'’ (Chúa tể của chúng ta). Điều này đã khởi đầu cho thời kì gọi là Chế độ Quân chủ (Dominate).
Từ Diocletianus về sau, thường tồn tại những hoàng đế cai trị đồng thời trong quá trình phân rã đế quốc (có lúc lên tới 4 hoàng đế chia nhau cai trị các phần lãnh thổ La Mã). Từ sau cái chết của Theodosius I năm 395, La Mã có thể xem như được chia tách làm hai thể chế: Đế quốc Tây La Mã và Đế quốc Đông La Mã . Tuy nhiên về mặt hiến pháp chúng không thực sự tách biệt và trong khi miền Tây ngày càng mất ổn định thì các hoàng đế ở Constantinopolis thường áp đặt quyền lực mình lên nửa Tây đế quốc. Đế quốc Tây La Mã suy sụp vào thế kỷ thứ V, hoàng đế cuối cùng đã thoái vị vào năm 476 trong khi đế quốc Đông La Mã phát triền thành Đế quốc Byzantine còn tồn tại được tới năm 1453. Tuy sự kế vị trong hoàng tộc là không đứt đoạn ở Byzantine và bản thân các hoàng cũng như những người đương thời coi họ là những người kế thừa Đế quốc La Mã cổ đại, sự thay đổi tính chất của đế quốc Byzantine như một nền quân chủ phong kiến phương Đông khiến cho danh sách này chỉ dừng lại ở các vị vua triều đại Justinian.
Để xem danh sách đầy đủ các Hoàng đế Byzantine, xem: Danh sách Hoàng đế Đông La Mã
Như vậy, danh hiệu ‘’Hoàng đế La Mã’’ là không nhất quán như danh hiệu ‘’hoàng đế’’ ở Trung Quốc hay Việt Nam. Trong nhiều trường hợp, việc xác định một người có là hoàng đế ‘’hợp pháp’’ (tiếng Anh: ‘’legitimate’’) hay không là rất khó khăn. Danh sách dưới đây được lập dựa trên nguyên tắc "hoàng đế hợp pháp" phải thỏa mãn một trong các điều kiện:
- Là người cai trị toàn bộ Đế quốc mà quyền lực thực tế không bị ai tranh cãi (1)
- Là người được công nhận là người thừa kế hợp pháp hoặc là hoàng đế cùng cai trị hợp pháp bởi một hoàng đế hợp pháp trước đó, và đã kế vị cai trị "theo quyền hạn của mình"(2)
- Khi có nhiều người cùng tuyên bố đứng đầu Đế quốc, mà không ai trong số đó là người thừa kế hợp pháp, thì người được chấp nhận bởi Viện nguyên lão là Hoàng đế hợp pháp của La Mã(3)

Từ sau khi đế quốc phân chia vào năm 395, hoàng đế hợp pháp là người cai trị một phần đế quốc (Đông hoặc Tây) mà không bị tranh cãi. Riêng với đế quốc Tây La Mã, có những giai đoạn để trống ngôi hoàng đế và do sự mất mát sử liệu về giai đoạn sau 455 (khi đế quốc được coi là sụp đổ), tất cả hoàng đế giai đoạn sau đó đều được liệt kê, dù thông thường Romulus Augustus thường được coi là Hoàng đế La Mã cuối cùng (thoái vị vào năm 476). Các chi tiết tranh cãi về vị vua nào là cuối cùng của đế quốc Tây La Mã được liệt kê trong danh sách này.

## Chế độ Nguyên thủ

### Triều đại Julio-Claudia
| Chân dung | Tên                                                   | Năm sinh                                            | Cai trị                                               | Kế vị                                                                                       | Qua đời                                                                                               |
| --------- | ----------------------------------------------------- | --------------------------------------------------- | ----------------------------------------------------- | ------------------------------------------------------------------------------------------- | --- |
|           | Augustus GAIVS IVLIVS CAESAR AVGVSTVS                 | 23 tháng Chín, 63 Tr.CN, Roma, Italia               | 16 tháng Một, 27 Tr.CN – 19 tháng Tám, 14 sau CN      | Trở thành hoàng đế de facto sau ‘lần hòa giải thứ nhất’ giữa ông và Nghị sĩ.                | 19 tháng Tám, 14 sau CN Do nguyên nhân tự nhiên.                                                      |
|           | Tiberius TIBERIVS IVLIVS CAESAR AVGVSTVS              | 16 tháng 11, 42 TR.CN, Roma                         | 18 tháng Chín, 14 sau CN – 16 tháng Ba, 37 sau CN     | Con trai của Livia- người vợ của Augustus- trong một hôn nhân trước; con nuôi của Augustus. | 18 tháng Ba, 37 sau CN Chết ở tuổi già, có lẽ bị ám sát                                               |
|           | Caligula GAIVS IVLIVS CAESAR AVGVSTVS GERMANICVS      | 31 tháng Tám, 12 sau CN, Antium, Italia             | 18 tháng Ba, 37 sau CN – 24 tháng Một, 41 sau CN      | Cháu họ và là cháu nuôi của Tiberius; chắt của Augustus.                                    | 24 tháng Một, 41 sau CN Bị ám sát bởi các nghị sĩ và Cận vệ hoàng gia.                                |
|           | Claudius TIBERIVS CLAVDIVS CAESAR AVGVSTVS GERMANICVS | 1 tháng Tám, 10 Tr.CN, Lugdunum, Gallia Lugdunensis | 25/26 tháng Một, 41 sau CN – 13 tháng Mười, 54 sau CN | Cháu họ Tiberius, em trai của Germanicus; vị hoàng đế được tuyên ngôi bởi Cận vệ Hoàng gia. | 13 tháng Mười, 54 sau CN Có lẽ bị đầu độc bởi vợ, Agrippina Trẻ, xúi giục bởi con trai Nero.          |
|           | Nero NERO CLAVDIVS CAESAR AVGVSTVS GERMANICVS         | 15 tháng Mười hai, 37 sau CN, Antium, Italia        | 13tháng Mười, 54 sau CN – 11 tháng Sáu, 68 sau CN     | Cháu nội của Germanicus, cháu họ, con nuôi của Claudius; cháu 5 đời của Augustus.           | 11 tháng Sáu, 68 sau CN Bị buộc uống thuốc độc sau khi bị tuyên án tội phản quốc bởi Viện Nguyên Lão. |

### Năm Bốn Hoàng đế và triều đại Flavian
| Chân dung | Tên                                                   | Năm sinh                                            | Cai trị                                               | Kế vị                                                                         | Qua đời                                                                                     |
| --------- | ----------------------------------------------------- | --------------------------------------------------- | ----------------------------------------------------- | ----------------------------------------------------------------------------- | ------------------------------------------------------------------------------------------- |
|           | Galba SERVIVS SVLPICIVS GALBA CAESAR AVGVSTVS         | 24 tháng Mười hai, 3 Tr.CN, gần Terracina, Italia   | 8 tháng Sáu, 68 sau CN – 15 tháng Một, 69 sau CN      | Nắm quyền sau cái chết của Nero, với sự ủng hộ của các quân đoàn Tây Ban Nha  | 15 tháng Một, 69 sau CN Bị ám sát bởi Cận vệ Hoàng gia lãnh đạo bởi Otho.                   |
|           | Otho MARCVS SALVIVS OTHO CAESAR AVGVSTVS              | 25 tháng Tư, 32 sau CN, Ferentinum, Etruria, Italia | 15 tháng Một, 69 sau CN – Tháng Tư 16, 69 sau CN      | Tấn phong bởi Cận vệ Hoàng gia                                                | 16 tháng Tư, 69 sau CN Buộc phải uống thuốc độc sau khi thua trận Bedriacum trước Vitellius |
|           | Vitellius AVLVS VITELLIVS CAESAR AVGVSTVS GERMANICVS  | 24 tháng Chín, 15 sau CN, Roma                      | 17 tháng Tư, 69 sau CN – 20 tháng Mười hai, 69 sau CN | Nắm quyền với sự ủng hộ của các quân đoàn German (đối lập với Galba/Otho)     | 20 tháng Mười hai, 69 sau CN Bị ám sát bởi quân của Vespasianus                             |
|           | Vespasianus TITVS FLAVIVS CAESAR VESPASIANVS AVGVSTVS | 17 tháng Mười một, 9 sau CN, Falacrine, Italia      | 1 tháng Bảy, 69 sau CN – 24 tháng Sáu, 79 sau CN      | Năm quyền bởi sự ủng hộ của các quân đoàn phương Đông (đối lập với Vitellius) | 24 tháng Sáu, 79 sau CN Do nguyên nhân tự nhiên                                             |
|           | Titus TITVS FLAVIVS CAESAR VESPASIANVS AVGVSTVS       | 20 tháng Mười hai, 39 sau CN, Roma                  | 24 tháng Sáu, 79 sau CN – 13 tháng Chín, 81 sau CN    | Con của Vespasianus                                                           | 13 Tháng Chín, 81 sau CN Do nguyên nhân tự nhiên (dịch hạch)                                |
|           | Domitianus TITVS FLAVIVS CAESAR DOMITIANVS AVGVSTVS   | 24 tháng Mười, 51 sau CN, Roma                      | 14 tháng Chín, 81 sau CN – 18 tháng Chín, 96 sau CN   | Con của Vespasianus                                                           | 18 tháng Chín, 96 sau CN Bị ám sát bởi quần thần                                            |

### Triều đại Nervan-Antonian
| Chân dung | Tên                                                                  | Năm sinh                                            | Cai trị                                             | Kế vị                                                                                        | Qua đời                                                                 |
| --------- | -------------------------------------------------------------------- | --------------------------------------------------- | --------------------------------------------------- | -------------------------------------------------------------------------------------------- | ----------------------------------------------------------------------- |
|           | Nerva MARCVS COCCEIVS NERVA CAESAR AVGVSTVS,                         | 8 tháng Mười một, 30 sau CN, Narni, Italia          | 18 tháng Chín, 96 sau CN – 27 tháng Một 98 sau CN   | Tấn phong bởi Senate                                                                         | 27 tháng Một, 98 sau CN Do nguyên nhân tự nhiên                         |
|           | Traianus CAESAR MARCVS VLPIVS NERVA TRAIANVS AVGVSTVS                | 18 tháng Chín, 53 sau CN, Italica, Hispania Baetica | 28 tháng Một, 98 sau CN – 7 tháng Tám, 117 sau CN   | Con nuôi, người thừa kế của Nerva                                                            | 7 tháng Tám, 117 sau CN Do nguyên nhân tự nhiên                         |
|           | Hadrianus CAESAR PVBLIVS AELIVS TRAIANVS HADRIANVS AVGVSTVS          | 24 tháng Một, 76 sau CN, Italica, Hispania Baetica  | 11 tháng Tám, 117 sau CN – 10 tháng Bảy, 138 sau CN | Con nuôi, người thừa kế của Trajan                                                           | 10 tháng Bảy, 138 sau CN Do nguyên nhân tự nhiên                        |
|           | Antoninus Pius CAESAR TITVS AELIVS HadRIANVS ANTONINVS AVGVSTVS PIVS | 19 tháng Chín, 86 sau CN, Gần Lanuvium, Italia      | 10 tháng Bảy, 138 sau CN – 7 tháng Ba, 161 sau CN   | Con nuôi, người thừa kế của Hadrianus                                                        | 7 tháng Ba, 161 sau CN Do nguyên nhân tự nhiên                          |
|           | Lucius Verus CAESAR LVCIVS AVRELIVS VERVS AVGVSTVS                   | 15 tháng Mười hai, 130 sau CN, Roma                 | 7 tháng Ba, 161 sau CN – ? tháng Ba 169 sau CN      | Con nuôi, người thừa kế Antoninus Pius; Đồng cai trị với Marcus Aurelius cho đến hết đời     | Tháng Ba 169 sau CN Do nguyên nhân tự nhiên (Dịch hạch)                 |
|           | Marcus Aurelius CAESAR MARCVS AVRELIVS ANTONINVS AVGVSTVS            | 26 tháng Tư, 121 sau CN, Roma                       | 7 tháng Ba, 161 sau CN – 17 tháng 3 năm 180 sau CN  | Con nuôi, người thừa kế của Antoninus Pius;Đồng hoàng đế với Lucius Verus cho tới 169 sau CN | 17 tháng 3 năm 180 sau CN Do nguyên nhân tự nhiên                       |
|           | Commodus CAESAR MARCVS AVRELIVS COMMODVS ANTONINVS AVGVSTVS          | 31 tháng Tám, 161 sau CN, Lanuvium, Italia          | 177 sau CN – 31 tháng 12 năm 192 sau CN             | Con trai ruột của Marcus Aurelius; cùng cai trị từ 177 sau CN                                | 31 tháng 12 năm 192 sau CN Bị ám sát ở cung điện, bị bóp cổ tới tắt thở |

### Năm Năm Hoàng đế và triều đại Severan
| Chân dung | Tên | Năm sinh | Cai trị | Kế vị | Qua đời |
| --------- | --- | --- | --- | --- | --- |
|           | Pertinax CAESAR PVBLIVS HELVIVS PERTINAX AVGVSTVS | 1 tháng Tám, 126 sau CN, Alba Pompeia, Italia | 1 tháng 1 năm 193 sau CN – 28 tháng 3 năm 193 sau CN | Được tuyên bố là hoàng đế bởi Cận vệ Hoàng gia | 28 tháng 3 năm 193 sau CN Bị ám sát bởi Cận vệ Hoàng gia |
|           | Didius Julianus CAESAR MARCVS DIDIVS SEVERVS IVLIANVS AVGVSTVS | 133 hoặc 137 sau CN, Mediolanum, Italia | 28 tháng 3 năm 193 sau CN – 1 tháng 6 năm 193 sau CN | Thắng cuộc đấu giá của Cận vệ Hoàng gia cho vị trí Hoàng đế | 1 tháng 6 năm 193 sau CN Xử tử theo lệnh của Viện Nguyên Lão |
|           | Septimius Severus CAESAR LVCIVS SEPTIMIVS SEVERVS PERTINAX AVGVSTVS | 11 tháng Tư, 145 sau CN, Leptis Magna, Africa | 9 tháng 4 năm 193 sau CN – 4 tháng Hai, 211 sau CN | Nắm quyền với sự ủng hộ của các quân đoàn Pannoniaa | 4 tháng Hai, 211 sau CN Do nguyên nhân tự nhiên |
|           | Caracalla CAESAR MARCVS AVRELIVS SEVERVS ANTONINVS PIVS AVGVSTVS | 4 tháng 4 năm 188 sau CN, Lugdunum, Gallia Lugdunensis | 198 sau CN – 8 tháng Tư, 217 sau CN | Con trai của Septimius Severus; đồng hoàng đế với Severus từ 198 CN; cùng với Severus và Geta từ 209 sau CN cho đến Tháng Hai 211 sau CN; đồng hoàng đế với Geta cho đến tháng 12 211 sau CN | 8 tháng Tư, 217 sau CN Bị ám sát bởi một tên lính như một phần âm mưu mà Macrinus dự vào |
|           | Geta CAESAR PVBLIVS SEPTIMIVS GETA AVGVSTUS | 7 tháng 3 năm 189 sau CN, Roma | 209 sau CN – 26 tháng Mười hai, 211 sau CN | Con của Septimius Severus; đồng hoàng đế với Severus và Caracalla từ 209 sau CN cho tới Tháng Hai 211 sau CN; đồng hoàng đế với Caracalla cho tới tháng 12 211 sau CN | 26 tháng Mười hai, 211 sau CN Bị ám sát theo lệnh của Caracalla |
|           | Macrinus MARCVS OPELLIVS SEVERVS MACRINVS AVGVSTVS PIVS FELIX với Diadumenianus MARCVS OPELLIVS ANTONINVS DIADUMENIANVS | Khoảng 165 sau CN, Iol Caesarea, Mauretania | 11 tháng Tư, 217 sau CN – 8 tháng Sáu, 218 sau CN | Chỉ huy Cận vệ Hoàng gia của Caracalla, âm mưu sát hại Caracalla và tự phong là hoàng đế, tấn phong con Disau CNumenianus làm hoàng đế trẻ Tháng Năm 217 | 8 tháng Sáu, 218 sau CN Cả hai cha con bị xử tử theo lệnh Elagabalus |
|           | Elagabalus MARCVS AVRELIVS ANTONINVS AVGVSTVS | Khoảng 203 sau CN, Emesa, Syria hoặc Roma | 8 tháng Sáu, 218 sau CN – 11 tháng Ba, 222 sau CN | Cháu nội của chị dâu của Septimius Severus, tự xưng là con trai của Caracalla; được tuyên bố là hoàng đế bởi các quân đoàn Syria | 11 tháng Ba, 222 sau CN Bị ám sát bởi Cận vệ Hoàng gia |
|           | Severus Alexander CAESAR MARCVS AVRELIVS SEVERVS ALEXANDER AVGVSTVS | Tháng Mười, 208 sau CN, Arca Caesarea, Iudaea | 13 tháng Ba, 222 sau CN – 18 tháng Ba, 235 sau CN | Cháu nội của chị dâu của Septimius Severus,em họ và là người thừa kế của Elagabalus | 18 tháng Ba, 235 sau CN Bị ám sát bởi quân đội |
| Ghi chú   | aNhững người cũng đòi ngai vàng khác trong Năm Năm Hoàng đế là Pescennius Niger được ủng hộ bởi các quân đoàn Syria và Clodius Albinus bởi các quân đoàn Anh. Mặc dù không hoàn toàn bị đánh bại cho đến năm 197 sau CN, họ không được công nhận chính thức bởi Senate và do đó không phải là hoàng đế cai trị hợp pháp. | aNhững người cũng đòi ngai vàng khác trong Năm Năm Hoàng đế là Pescennius Niger được ủng hộ bởi các quân đoàn Syria và Clodius Albinus bởi các quân đoàn Anh. Mặc dù không hoàn toàn bị đánh bại cho đến năm 197 sau CN, họ không được công nhận chính thức bởi Senate và do đó không phải là hoàng đế cai trị hợp pháp. | aNhững người cũng đòi ngai vàng khác trong Năm Năm Hoàng đế là Pescennius Niger được ủng hộ bởi các quân đoàn Syria và Clodius Albinus bởi các quân đoàn Anh. Mặc dù không hoàn toàn bị đánh bại cho đến năm 197 sau CN, họ không được công nhận chính thức bởi Senate và do đó không phải là hoàng đế cai trị hợp pháp. | aNhững người cũng đòi ngai vàng khác trong Năm Năm Hoàng đế là Pescennius Niger được ủng hộ bởi các quân đoàn Syria và Clodius Albinus bởi các quân đoàn Anh. Mặc dù không hoàn toàn bị đánh bại cho đến năm 197 sau CN, họ không được công nhận chính thức bởi Senate và do đó không phải là hoàng đế cai trị hợp pháp. | aNhững người cũng đòi ngai vàng khác trong Năm Năm Hoàng đế là Pescennius Niger được ủng hộ bởi các quân đoàn Syria và Clodius Albinus bởi các quân đoàn Anh. Mặc dù không hoàn toàn bị đánh bại cho đến năm 197 sau CN, họ không được công nhận chính thức bởi Senate và do đó không phải là hoàng đế cai trị hợp pháp. |

### Các Hoàng đế trong cuộc khủng hoảng thế kỷ III
| Chân dung | Tên                                                                                        | Năm sinh                                         | Cai trị | Kế vị | Qua đời                                                                                            |
| --------- | ------------------------------------------------------------------------------------------ | ------------------------------------------------ | --- | --- | -------------------------------------------------------------------------------------------------- |
|           | Maximinus Thrax CAESAR GAIVS JVLIVS VERVS MAXIMINVS AVGVSTVS                               | khoảng 173 sau CN, Thrace                        | 20 tháng Ba, 235 sau CN – Tháng Tư 238 sau CN | Được tuyên bố là Hoàng đế bởi các quân đoàn German sau cái chết của Severus Alexander | Tháng Tư 238 sau CN Bị ám sát bởi Cận vệ Hoàng gia                                                 |
|           | Gordianus I CAESAR MARCVS ANTONIVS GORDIANVS SEMPRONIANVS AFRICANVS AVGVSTVS               | khoảng 159 sau CN, Phrygia?                      | 22 tháng Ba, 238 sau CN – 22 tháng Tư, 238 sau CN Được tuyên bố là Hoàng đế, trong khi là phó Tổng đốc ở châu Phi, trong cuộc nổi dậy chống Maximinus. Cai trị đồng thời với Gordian II, và đối lập với Maximinus. Về mặt lý thuyết là một người tiếm ngôi, ông trở thành người cai trị hợp pháp sau sự thoái vị của Gordian III | Tháng Tư 238 sau CN Buộc phải tự vẫn sau khi nghe về cái chết của Gordian II. | |
|           | Gordianus II CAESAR MARCVS ANTONIVS GORDIANVS SEMPRONIANVS ROMANVS AFRICANVS AVGVSTVS      | khoảng 192 sau CN, ?                             | 22 tháng Ba, 238 sau CN – 22 tháng Tư, 238 sau CN | Được tuyên bố là Hoàng đế, cùng với cha Gordian I, đối lập với Maximinus bởi sắc lệnh của Senate. | Tháng Tư 238 sau CN Tử trận tại Carthage, khi đánh nhau với đội quân thân Maximinus                |
|           | Pupienus CAESAR MARCVS CLODIVS PVPIENVS MAXIMVS AVGVSTVS                                   | khoảng 168 sau CN, ?                             | 22 tháng Tư, 238 sau CN – 29 tháng Bảy, 238 sau CN | Được tuyên bố là hoàng đế đồng thời với Balbinus bởi Senate đối lập với Maximinus; đồng hoàng đế sau đó với Balbinus.                                                                                          | 29 tháng Bảy, 238 sau CN Bị ám sát bởi Cận vệ Hoàng gia                                            |
|           | Balbinus CAESAR DECIMVS CAELIVS CALVINVS BALBINVS PIVS AVGVSTVS                            | c. 178 sau CN, ?                                 | 22 tháng Tư, 238 sau CN – 29 tháng Bảy, 238 sau CN | Được tuyên bố là hoàng đế đồng thời với Pupienus bởi Senate sau cái chết của Gordianus I và II, đối lập với Maximinus; sau đó đồng hoàng đế với Pupienus và Gordianus III                                      | 29 tháng Bảy, 238 sau CN Bị ám sát bởi Cận vệ Hoàng gia                                            |
|           | Gordianus III CAESAR MARCVS ANTONIVS GORDIANVS AVGVSTVS                                    | 20 tháng Một, 225 sau CN, Roma                   | 22 tháng Tư, 238 sau CN – 11 tháng Hai, 244 sau CN | Được tuyên bố là hoàng đế bởi những người ủng hộ Gordianus I & II, sau đó bởi Senate; hoàng đế đồng thời với Pupienus và Balbinus cho đến tháng Bảy 238 sau CN.                                                | Tháng Hai 11, 244 (?) sau CN Không rõ; dường như bị ám sát theo lệnh của Philip I                  |
|           | Philippus I CAESAR MARCVS IVLIVS PHILLIPVS AVGVSTVS với Philippus II                       | khoảng 204 sau CN, Philippopolis, Arabia Petraea | Tháng Hai 244 sau CN – tháng Chín/tháng Mười 249 sau CN | Chỉ huy Cận vệ Hoàng gia củaGordian III, nắm quyền sau khi ông này chết; đặt con trai Philippus II làm hoàng đế mùa hè 247 sau CN                                                                              | Tháng Chín/tháng Mười 249 sau CN Chết trong trận chiến với Trajan Decius, Gần Verona               |
|           | Trajan Decius CAESAR GAIVS MESSIVS QVINTVS TRAIANVS DECIVS AVGVSTVS với Herennius Etruscus | Khoảng 201 sau CN, Budalia, Illyricum            | Tháng Chín/ tháng Mười 249 sau CN – Tháng Sáu 251 sau CN | Toàn quyền của Philip I; được tuyên bố là hoàng đế các quân đoàn Danube và đã đánh bại Philip trong trận chiến; đặt con trai Herennius Etruscus lên làm đồng hoàng đế đầu 251 sau CN                           | Tháng Sáu 251 sau CN Cả hai bị giết trong Trận Abrittus chiến đấu chống lại người Goth             |
|           | Hostilianus CAESAR CAIVS VALENS HOSTILIANVS MESSIVS QVINTVS AVGVSTVS                       | Rome                                             | Tháng Sáu 251 sau CN – cuối 251 sau CN | Con trai Trajan Decius, được chấp nhận là người kế vị bởi Senate | Tháng Chín/tháng Mười 251 sau CN Do nguyên nhân tự nhiên (Dịch hạch)                               |
|           | Trebonianus Gallus CAESAR GAIVS VIBIVS TREBONIANVS GALLVS AVGVSTVS với Volusianus          | 206 sau CN, Italia                               | Tháng Sáu 251 sau CN – tháng Tám 253 sau CN | Toàn quyền của Moesia Superior, được tuyên bố là hoàng đế bởi các quân đoàn Danube sau cái chết của Trajan Decius (và đối lập với Hostilianus); đưa con trai Volusianus làm đồng hoàng đế vào cuối 251 sau CN. | Tháng Tám 253 sau CN Bị ám sát bởi chính quân đội mình, theo xúi giục của Aemilianus               |
|           | Aemilianus CAESAR MARCVS AEMILIVS AEMILIANVS AVGVSTVS                                      | c. 210, Girba djerba, Africa                     | Tháng Tám 253 sau CN – tháng Mười 253 sau CN | Toàn quyền của Moesia Superior, được tuyên bố là hoàng đế bởi các quân đoàn Danube sau khi đánh bại người Goth; được công nhận là hoàng đế sau cái chết của Gallus                                             | Tháng Chín/tháng Mười 253 sau CN Bị ám sát bởi chính quân đội của mình, do xúi giục bởi Valerianus |
|           | Valerianus CAESAR PVBLIVS LICINIVS VALERIANVSAVGVSTVS                                      | Khoảng 199 sau CN                                | Tháng Mười 253 sau CN – 260 sau CN | Toàn quyền Noricum và Raetia, được tuyên bố là hoàng đế bởi các quân đoàn Rhine sau cái chết của Gallus; được công nhận là hoàng đế sau cái chết của Aemilianus                                                | Sau 260/264 sau CN Bị bắt trong Trận Edessa chống lại người Ba Tư. Qua đời trong cảnh giam cầm     |
|           | Gallienus CAESAR PVBLIVS LICINIVS EGNATIVS GALLIENVS AVGVSTVS với Saloninus                | Khoảng 218 sau CN                                | tháng Mười 253 sau CN – tháng Chín 268 sau CN | Con trai của Valerianus, được phong làm đồng hoàng đế năm 253 sau CN; con trai ông Saloninus được làm đồng hoàng đế trong một thời kỳ ngắn ngủi khoảng tháng Bảy trước khi bị ám sát bởi Postumus.             | tháng Chín 268 sau CN Bị sát hại ở Aquileia bởi tùy tùng.                                          |
|           | Claudius Gothicus CAESAR MARCVS AVRELIVS CLAVDIVS AVGVSTVS                                 | 10 tháng Năm , 214 sau CN, Sirmium, Hạ Pannonia  | Tháng Chín 268 sau CN – Tháng Một 270 sau CN | Vị tướng chiến thắng trong Trận Naissus, nắm quyền sau cái chết của Gallienus | Tháng Một/Tư 270 sau CN Do nguyên nhân tự nhiên (Dịch hạch)                                        |
|           | Quintillus CAESAR MARCVS AVRELIVS CLAVDIVS QVINTILLVS AVGVSTVS                             | 212 sau CN, Sirmium, Hạ Pannonia                 | Tháng Một 270 sau CN – 270 sau CN | Em trai Claudius Gothicus, nắm quyền sau khi anh trai chết | 270 sau CN Không rõ, có thể bị ám sát hoặc tự vẫn                                                  |
|           | Aurelianus CAESAR LVCIVS DOMITIVS AVRELIANVS AVGVSTVS                                      | 9 tháng Chín, 214 sau CN, Dacia Ripensis (?)     | tháng Chín(?) 270 sau CN – tháng Chín 275 sau CN | Được tuyên bố là hoàng đế bởi các quân đoàn Danube sau cái chết của Claudius II, đối lập với Quintillus | Tháng Mười 275 sau CN Bị ám sát bởi Cận vệ Hoàng gia                                               |
|           | Tacitus CAESAR MARCVS CLAVDIVS TACITVS AVGVSTVS                                            | Khoảng 200 sau CN, Interamna (?)                 | 25 tháng Chín, 275 sau CN – Tháng Sáu 276 sau CN | Được bầu bởi Senate để thay thế Aurelianus, sau một thời gian ngắn quyền lực bỏ trống | Tháng Sáu 276 sau CN Do nguyên nhân tự nhiên (cũng có thể bị ám sát)                               |
|           | Florianus CAESAR MARCVS ANNIVS FLORIANVS AVGVSTVS                                          | 19 tháng 9 năm 232 sau CN, Terni, Umbria, Italy  | Tháng Sáu 276 sau CN – tháng Chín? 276 sau CN | Em trai Tacitus, được bầu bởi quân đội miền Tây để thay thế anh | 9 tháng 9 276 sau CN Bị ám sát bởi chính quân đội mình, xúi giục bởi Probus                        |
|           | Probus CAESAR MARCVS AVRELIVS PROBVS AVGVSTVS                                              | giữa 232 sau CN, Sirmium, Hạ Pannonia            | Tháng Chín? 276 sau CN – tháng Chín/ tháng Mười 282 sau CN | Toàn quyền các tỉnh miền Đông, được tuyên bố là hoàng đế bởi các quân đoàn Danube, đối lập với Florianus | tháng Chín 282 sau CN Bị ám sát bởi chính quân đội mình, xúi giục bởiCarus                         |
|           | Carus CAESAR MARCVS AVRELIVS CARVS AVGVSTVS                                                | Khoảng 222 sau CN, Narbo, Gallia Narbonensis     | Tháng Chín/ tháng Mười 282 sau CN – Tháng Bảy/ tháng Tám 283 sau CN | Chỉ huy Cận vệ Hoàng gia của Probus; nắm quyền trước hoặc sau khi Probus bị ám sát | Tháng Bảy/Tháng Tám 283 sau CN Do nguyên nhân tự nhiên? (Dường như bị sét đánh chết)               |
|           | Numerianus CAESAR MARCVS AVRELIVS NVMERIVS NVMERIANVS AVGVSTVS                             | ?                                                | Cuối tháng Bảy/đầu tháng Tám 283 sau CN – 284 sau CN? | Con của Carus, kế vị đồng thời với em trai Carinus | Tháng 11 năm 284 sau CN Không rõ ràng, có lẽ bị ám sát                                             |
|           | Carinus CAESAR MARCVS AVRELIVS CARINVS AVGVSTVS                                            | ?                                                | Cuối Tháng Bảy/đầu tháng Tám 283 sau CN – 285 sau CN | Con của Carus, kế vị đồng thời với em trai Numerianus | Tháng 7 năm 285 sau CN Qua đời trong trận chiến với Diocletianus?                                  |

## Chế độ Quân chủ

### Tứ đầu chế và Triều đại Constantine
| Chân dung | Tên                                                                                 | Năm sinh                                                   | Cai trị                                                   | Kế vị | Qua đời |
| --------- | ----------------------------------------------------------------------------------- | ---------------------------------------------------------- | --------------------------------------------------------- | --- | --- |
|           | Diocletianus CAESAR GAIVS AVRELIVS VALERIVS DIOCLETIANVS AVGVSTVS                   | Khoảng 22 tháng Mười hai, 242–245 sau CN, Salona, Dalmatia | 20 tháng Mười một, 284 sau CN – 1 tháng Năm, 305 sau CN   | Được tuyên bố hoàng đế bởi quân đội sau cái chết của Numerianus, đối lập Carinus; nhận Maximianus là hoàng đế năm 286 sau CN | 3 tháng 12 311/312 sau CN Thoái vị; qua đời do nguyên nhân tự nhiên Aspalatos                                                                                 |
|           | Maximianus CAESAR GAIVS AVRELIVS VALERIVS MAXIMIANVS AVGVSTVS                       | Khoảng 250 sau CN, Gần Sirmium, Pannonia                   | 1 tháng Tư, 286 sau CN – Tháng Năm 1, 305 sau CN          | Được công nhận làm đồng hoàng đế thứ nhất ('Augustus') ở phương Tây bởi Diocletianus năm 286 sau CN | Tháng 7 năm 310 sau CN thoái vị với Diocletianus; hai lần cố gắng chiếm lại ngai vàng cùng với và từ tay Maxentius; bị bắt bởi Constantine I và bị bắt tự vẫn |
|           | Constantius I Chlorus CAESAR GAIVS FLAVIVS VALERIVS CONSTANTIVS AVGVSTVS            | 31 tháng Ba khoảng 250 sau CN, Naissus, Dacia Ripensis     | 1 tháng Năm, 305 sau CN – 25 tháng Bảy, 306 sau CN        | Được thừa nhận là đồng hoàng đế thứ nhì ('Caesar') và thừa kế bởi Maximianus năm 293 sau CN | 25 tháng 7 năm 306 sau CN Do nguyên nhân tự nhiên |
|           | Galerius CAESAR GALERIVS VALERIVS MAXIMIANVS AVGVSTVS                               | Khoảng 250/258 sau CN, Felix Romuliana, Dacia Ripensis     | 1 tháng Năm, 305 sau CN – Tháng Năm 311 sau CN            | thừa nhận là đồng hoàng đế phụ ('Caesar') và thừa kế bởi Diocletianus năm 293 sau CN | Tháng 5 năm 311 sau CN Do nguyên nhân tự nhiên |
|           | Severus II FLAVIVS VALERIVS SEVERVS AVGVSTVS                                        | ?, Illyria                                                 | Mùa hè 306 sau CN – Tháng Ba/ Tháng Tư 307 sau CN         | Được thừa nhận là đồng hoàng đế phụ ('Caesar') và thừa kế bởi Constantius I Chlorus năm 305 sau CN; kế vị Augustus năm 306; đối lập với Maxentius và Constantine I | 16 tháng Chín, 307 sau CN Bị bắt bởi Maxentius và bị bắt tự vẫn                                                                                               |
|           | Constantine I CAESAR FLAVIVS CONSTANTINVS VALERIVS AVGVSTVS                         | Tháng Hai 27 khoảng 272 sau CN, Naissus, Thượng Moesia     | 25 Tháng Bảy 306 sau CN – Tháng Năm 22, 337 sau CN        | Con trai Constantius I Chlorus, được tuyên bố hoàng đế bởi quân đội của người cha; được chấp nhận là Caesar (phía Tây) bởi Galerius năm 306 sau CN; nhận danh hiệu Augustus (phương Tây) năm 307 sau CN bởi Maximian sau cái chết của Severus II; từ chối thoái xuống Caesar năm 309 sau CN | Tháng Năm 22, 337 sau CN Do nguyên nhân tự nhiên |
|           | Maxentius MARCVS AVRELIVS VALERIVS MAXENTIVS AVGVSTVS                               | Khoảng 283 sau CN, ?                                       | 28 tháng Mười 306 sau CN – tháng Mười 28, 312 sau CN      | Con trai Maximianus, nắm quyền năm 306 sau cái chết của Constantius I Chlorus, đối lập với Severus và Constantine I; trở thành Caesar (phương Tây) bởi Maximian năm 307 sau CN sau cái chết của Severus | 28 tháng Mười, 312 sau CN Qua đời ở Trận cầu Milvian, chống lại Constantine I                                                                                 |
|           | Maximinus II CAESAR GALERIVS VALERIVS MAXIMINVS AVGVSTVS                            | 20 tháng 11 khoảng 270 sau CN, Felix Romuliana             | 310 sau CN – Tháng Bảy/tháng Tám 313 sau CN               | Cháu của Galerius, được nhận làm Caesar và người thừa kế năm 305 sau CN; kế vị Augustus (cùng với Licinius I) năm 311 sau CN | Tháng Bảy/tháng Tám 313 sau CN Bị đánh bại trong nội chiến chống lại Licinius I; có lẽ tự vẫn sau đó                                                          |
|           | Licinius I CAESAR GAIVS VALERIVS LICINIVS AVGVSTVS with Valerius Valens Martinianus | Khoảng 263/265 sau CN, Felix Romuliana, Thượng Moesia      | 11 tháng Mười một, 308 sau CN – 18 tháng Chín, 324 sau CN | Được tấn phong làm Augustus ở phương Tây bởi Galerius năm 308 sau CN, đối lập với Maxentius; trở thành Augustus ở phương đông năm 311 sau CN sau cái chết của Galerius (cùng với Maximinus II); đánh bại Maximinus trong nội chiến để trở thành Augustus duy nhất ở phương Đông năm 313 sau CN; tấn phong Valerius Valens năm 317 sau CN, và Martinianus và 324 sau CN làm Augustus phương Tây, đối lập với Constantine, cả hai bị xử tử trong vài tuần. | 325 sau CN Thất bại trong nội chiến với Constantine I năm 324 sau CN và bị bắt; bị hành quyết một năm sau                                                     |
|           | Constantine II CAESAR FLAVIVS CLAVDIVS CONSTANTINVS AVGVSTVS                        | Tháng 16 sau CN, Arelate, Viennensis                       | 22 tháng Năm, 337 sau CN – 340 sau CN                     | Con trai Constantine I; được tấn phong làm Caesar năm 317 sau CN, kế vị như đồng Augustus với các anh em trai Constantius II và Constans I | 340 sau CN Qua đời trong trận chiến chống lại Constans I |
|           | Constantius II CAESAR FLAVIVS IVLIVS CONSTANTIVS AVGVSTVS                           | 7 tháng Tám, 317 sau CN, Sirmium, Hạ Pannonia              | 22 tháng Năm, 337 sau CN – 3 tháng Mười một, 361 sau CN   | Con trai Constantine I; thừa kế đồng Augustus với các anh trai Constantine II và Constans I; hoàng đế duy nhất từ 350 sau CN | 3 tháng 11 năm 361 sau CN Do nguyên nhân tự nhiên |
|           | Constans I CAESAR FLAVIVS IVLIVS CONSTANS AVGVSTVS                                  | 320/322/323 sau CN, ?                                      | 22 tháng Năm, 337 sau CN – 350 sau CN                     | Con trai Constantine I; tấn phong làm đồng Augustus với các anh em trai Constantine II và Constantius II | Tháng 1 năm 350 sau CN Bị ám sát theo lệnh của Magnentius |
|           | Vetranio                                                                            | ?, Moesia                                                  | 1 tháng Ba – tháng 12 25, 350 sau CN                      | Tướng của Constans I, tuyên bố là Caesar chống lại Magnentius được tạm thời chấp nhận là Augustus của phương Tây bởi Constantius II. | Khoảng 356 Như một công dân bình thường, sau khi thoái vị. |
|           | Julianus II CAESAR FLAVIVS CLAVDIVS IVLIANVS AVGVSTVS                               | 331 sau CN/332 sau CN, Constantinopolis, Thracia           | Tháng Hai 360 sau CN – 26 tháng Sáu, 363 sau CN           | Em họ của Constantius II; trở thành Caesar của phương Tây năm 355 sau CN; được tuyên bố là Augustus bởi quân đội năm 360; hoàng đế duy nhất sau cái chết của Constantius | 26 tháng Sáu, 363 sau CN tử thương trong chiến đấu |
|           | Jovianus CAESAR FLAVIVS IOVIANVS AVGVSTVS                                           | 331 sau CN, Singidunum, Moesia                             | 26 tháng Sáu, 363 sau CN – 17 tháng Hai, 364 sau CN       | Tướng của quân đội Julian; được tuyên bố là hoàng đế bởi quân đội sau khi Julian chết | 17 tháng Hai, 364 sau CN Do nguyên nhân tự nhiên (nghẹt khói)                                                                                                 |

### Triều đại Valentinian
| Chân dung | Tên                                                    | Năm sinh                                                        | Cai trị                                                  | Kế vị | Qua đời                                                                    |
| --------- | ------------------------------------------------------ | --------------------------------------------------------------- | -------------------------------------------------------- | --- | -------------------------------------------------------------------------- |
|           | Valentinian I FLAVIVS VALENTINIANVS AVGVSTVS           | 321 sau CN, Cibalae, Pannonia                                   | 26 tháng Hai, 364 sau CN – 17 tháng Mười một, 375 sau CN | Được bầu lên thay Jovianus bởi quân đội | 17 tháng Mười một, 375 sau CN Do nguyên nhân tự nhiên                      |
|           | Valens FLAVIVS IVLIVS VALENS AVGVSTVS                  | 328 sau CN, Cibalae, Pannonia                                   | 28 tháng Ba, 364 sau CN – 9 tháng Tám, 378 sau CN        | Em trai Valentinianus I, được tấn phong làm đồng cai trị(co-augustus) ở phương Đông                                                                              | 9 tháng Tám, 378 sau CN Bị giết trong Trận Adrianople chống lại người Goth |
|           | Gratianus FLAVIVS GRATIANVS AVGVSTVS                   | 18 tháng Tư/23 tháng Năm, 359 sau CN, Sirmium, Pannonia Secunda | 4 tháng Tám, 367 sau CN – 25 tháng Tám, 383 sau CN       | Con của Valentinianus I, được tấn phong làm Augustus "thứ nhì" bởi cha năm 367, sau trở thành "Augustus thứ nhất" sau cái chết của Valentinianus.                | 25 tháng Tám, 383 sau CN Bị ám sát bởi một nhóm quân nổi loạn              |
|           | Valentinian II FLAVIVS VALENTINIANVS INVICTVS AVGVSTVS | 371 sau CN, Trier, Italia                                       | 17 tháng Mười một, 375 sau CN – 15 tháng Năm, 392 sau CN | Con của Valentinian I, được tuyên bố là Hoàng đế bởi quân đội Pannonia sau cái chết của Valentinianus, được chấp nhận làm đồng Augustus ở miền Tây bởi Gratianus | 15 tháng Năm, 392 sau CN Không rõ, có lẽ bị ám sát hoặc tự vẫn.            |

### Triều đại Theodosian
| Chân dung | Tên                                                                 | Năm sinh                                               | Cai trị                                             | Kế vị | Qua đời |
| --------- | ------------------------------------------------------------------- | ------------------------------------------------------ | --------------------------------------------------- | --- | --- |
|           | Theodosius I FLAVIVS THEODOSIVS AVGVSTVS                            | 11 tháng Một, 347 sau CN, Cauca, Hispania hoặc Italica | 19 tháng Một, 379 sau CN – 17 tháng Một, 395 sau CN | Được tấn phong làm Augustus của phương Đông bởi Gratianus sau cái chết của Valens; trở thành Augustus thứ nhất duy nhất sau cái chết của Valentinian II                                            | 17 tháng Một, 395 sau CN Do nguyên nhân tự nhiên                                                                         |
|           | Arcadius FLAVIVS ARCADIVS AVGVSTVS PHƯƠNG ĐÔNG                      | khoảng 377 sau CN, Hispania                            | Tháng Một 383 sau CN – 1 tháng Năm, 408 sau CN      | Con của Theodosius I; được tấn phong làm Augustus thứ hai của phương đông bởi Theodosius năm 383 (sau cái chết của Gratianus); trở thành Augustus thứ nhất của phương đông sau cái chết của cha    | 1 tháng Năm, 408 sau CN Do nguyên nhân tự nhiên                                                                          |
|           | Honorius FLAVIVS HONORIVS AVGVSTVS PHƯƠNG TÂY                       | 9 tháng Chín, 384 sau CN, ?                            | Tháng Một 23, 393 sau CN – 15 tháng Tám, 423 sau CN | Con của Theodosius I; được tấn phong làm Augustus thứ hai của phương Tây bởi Theodosius năm 393 (sau cái chết của Valentinian II); trở thành Augustus thứ nhất của phương Tây sau cái chết của cha | 15 tháng Tám, 423 sau CN Do nguyên nhân tự nhiên                                                                         |
|           | Theodosius II FLAVIVS THEODOSIVS AVGVSTVS PHƯƠNG ĐÔNG               | 10 tháng Tư, 401 sau CN, Constantinopolis?             | 1 tháng Năm, 408 sau CN – 20 tháng Bảy, 450 sau CN  | Con của Arcadius, thừa kế ngai vàng sau cái chết của cha | 28 tháng Bảy, 450 sau CN Do nguyên nhân tự nhiên                                                                         |
|           | Constantius III FLAVIVS CONSTANTIVS AVGVSTVS PHƯƠNG TÂY             | ?, Naissus, Thượng Moesia                              | 8 tháng Hai, 421 sau CN – 2 tháng Chín, 421 sau CN  | Cưới con gái của Theodosius I, Galla Placidia, đưa lên làm Augustus đồng nhiệm của phương Tây bởi Honorius                                                                                         | 2 tháng Chín, 421 sau CN Do nguyên nhân tự nhiên                                                                         |
|           | Joannes IOANNES AVGVSTVS PHƯƠNG TÂY                                 | ?                                                      | 27 tháng Tám, 423 sau CN – Tháng Năm 425 sau CN     | Một viên đại thần của Honorius, được tuyên bố là hoàng đế bởi Castinus; không bị tranh cãi từ đầu                                                                                                  | Tháng Sáu hoặc Tháng Bảy 425 sau CN Bị đánh bại trong trận chiến với Theodosius II và Valentinianus III, bị bắt và xử tử |
|           | Valentinian III FLAVIVS PLACIDIVS VALENTINIANVS AVGVSTVS PHƯƠNG TÂY | Tháng Bảy 2, 419 sau CN, Ravenna, Italia               | tháng Mười 23, 424 sau CN – Tháng Ba 16, 455 sau CN | Con của Constantius III, được tấn phong làm Caesar của phương Tây bởiTheodosius II sau cái chết của Honorius, đối lập với Joannes; trở thành Augustus của phương Tây sau khi Joannes thua trận     | Tháng Ba 16, 455 sau CN Bị ám sát, có lẽ theo lệnh của Petronius Maximus                                                 |
|           | Marcianus FLAVIVS MARCIANIVS AVGVSTVS PHƯƠNG ĐÔNG                   | 396, Thrace hoặc Illyria                               | Hè 450 sau CN – Tháng Một 457 sau CN                | Được tuyên bố là người kế vị (và là phu quân) bởi Pulcheria, chị gái của Theodosius II | 27 tháng Một, 457 sau CN Do nguyên nhân tự nhiên                                                                         |

### Các hoàng đế cuối cùng của Đế quốc Tây La Mã
| Chân dung | Tên                                                          | Năm sinh                            | Cai trị                                                                                           | Kế vị | Qua đời |
| --------- | ------------------------------------------------------------ | ----------------------------------- | ------------------------------------------------------------------------------------------------- | --- | --- |
|           | Petronius Maximus FLAVIVS ANICIVS PETRONIVS MAXIMVS AVGVSTVS | Khoảng 396/397 sau CN, ?            | 17 tháng Ba, 455 sau CN – 31 tháng Năm, 455 sau CN                                                | Tự xưng hoàng đế với sự giúp đỡ của quân đội sau cái chết của Valentinian III                                                                         | Tháng Năm 31, 455 sau CN Bị ám sát, có lẽ là ném đá đến chết bởi dân chúng La Mã |
|           | Avitus EPARCHIVS AVITVS AVGVSTVS                             | c. 385 sau CN, Augustonemetum, Gaul | Tháng Bảy 9, 455 sau CN – tháng Mười 17, 456 sau CN                                               | Thống chế quân đội (Magister militum) dưới thời Petronius Maximus, được tuyên bố là hoàng đế bởi Vua Visigoth Theoderic II sau cái chết của Petronius | Sau 17 tháng Mười 456 sau CN Bị phế truất bởi Magister militum của ông, Ricimer; trở thành Giám mục Placentia; bị ám sát sau đó                                                                                            |
|           | Majorianus IVLIVS VALERIVS MAIORIANVS AVGVSTVS               | Tháng Mười một 420 sau CN, ?        | Tháng Tư 457 sau CN – 2 tháng Tám, 461 sau CN                                                     | Được tấn phong hoàng đế Ricimer | tháng Tám 7, 461 sau CN Bị phế truất bởi quân đội do Ricimer xúi giục; bị chặt đầu 5 ngày sau tại Ilyra (?) |
|           | Libius Severus LIBIVS SEVERVS AVGVSTVS                       | ?, Lucania, Italia                  | Tháng Mười một 461 sau CN – tháng Tám 465 sau CN                                                  | Được tấn phong hoàng đế bởi Ricimer | Tháng Tám 465 sau CN Do nguyên nhân tự nhiên (?) |
|           | Anthemius PROCOPIVS ANTHEMIVS AVGVSTVS                       | Khoảng 420 sau CN                   | Tháng Tư 12, 467 sau CN – Tháng Bảy 11, 472 sau CN                                                | Được tấn phong hoàng đế bởi Ricimer, với sự hậu thuẫn của Leo I                                                                                       | Tháng Bảy 11, 472 sau CN Bị xử tử bởi Ricimer hoặc Gundobad |
|           | Olybrius FLAVIVS ANICIVS OLYBRIVS AVGVSTVS                   | Khoảng 420 sau CN, Roma             | 11 tháng Bảy, 472 sau CN – 2 tháng Mười một, 472 sau CN                                           | Con rể Valentinian III; được tấn phong bởi Ricimer | 2 tháng Mười một, 472 sau CN Do nguyên nhân tự nhiên |
|           | Glycerius FLAVIVS(?) GLYCERIVS AVGVSTVS                      | ?, Dalmatia                         | Tháng Ba 473 sau CN – Tháng Sáu 474 sau CN                                                        | Được tấn phong hoàng đế bởi Gundobad (người kế vị Ricimer)                                                                                            | sau 474 sau CN Bị phế truất bởi Julius Nepos, trở thành giám mục Salona, thời điểm cái chết chưa rõ |
|           | Julius Nepos FLAVIVS IVLIVS NEPOS AVGVSTVS                   | Khoảng 430 sau CN, Dalmatia         | Tháng Sáu 474 sau CN – 28 tháng Tám, 475 sau CN (ở Italy); – Xuân 480 sau CN (ở Gaul và Dalmatia) | Cháu vợ của Leo I, được tấn phong làm hoàng đế chống lại Glycerius                                                                                    | 25 tháng tư/22 tháng sáu/9 tháng năm, 480 sau CN Bị phế truất bởi Flavius Orestes, cai trị lưu vong cho đến khi bị ám sát năm 480                                                                                          |
|           | Romulus Augustus FLAVIVS ROMVLVS AVGVSTVS                    | c. 461/465, Pannonia                | Tháng Mười 31, 475 sau CN – 4 tháng Chín, 476 sau CN (ở Italy)                                    | Được tấn phong hoàng đế bởi cha ông, Flavius Orestes                                                                                                  | Sau 511 sau CN Bị phế truất bởi Odoacer, người sau đó cai trị dưới danh nghĩa Julius Nepos cho tới khi ông này chết, việc chính thức kết thúc đế quốc phương Tây, dường như sống phần đời còn lại trong một dinh thự riêng |

## Hoàng đế Byzantine

### Triều đại Leonid
| Chân dung | Tên                                      | Năm sinh                      | Cai trị                                                                                           | Kế vị | Qua đời                                                                              |
| --------- | ---------------------------------------- | ----------------------------- | ------------------------------------------------------------------------------------------------- | --- | ------------------------------------------------------------------------------------ |
|           | Leo I FLAVIVS VALERIVS LEO AVGVSTVS      | 401 sau CN, Dacia Aureliana   | 8 Tháng Hai, 457 sau CN – 18 tháng Một, 474 sau CN                                                | Được tuyên bố là hoàng đế bởi thống chế Aspar sau cái chết của Marcianus                                     | 18 tháng Một, 474 sau CN Do nguyên nhân tự nhiên                                     |
|           | Leo II FLAVIVS LEO IVNIOR AVGVSTVS       | 467 sau CN, Constantinople?   | 18 tháng Một, 474 sau CN – 17 tháng Mười một, 474 sau CN                                          | Cháu nội của Leo I                                                                                           | 17 tháng Mười một, 474 sau CN Không rõ, có lẽ bị ám sát hoặc do nguyên nhân tự nhiên |
|           | Zeno FLAVIVS ZENO PERPETVVS AVGVSTVS     | 425 sau CN, RusumbladaIsauria | 9 tháng Hai, 474 sau CN – 9 tháng Một, 475 sau CN & tháng Tám 476 sau CN – 9 tháng Tư, 491 sau CN | Cha của Leo II                                                                                               | 9 tháng Tư, 491 sau CN Do nguyên nhân tự nhiên                                       |
|           | Basiliscus FLAVIVS BASILISCVS AVGVSTVS   | ?                             | 9 tháng Một, 475 sau CN – tháng Tám 476 sau CN                                                    | Anh vợ của Leo I, nắm quyền trong một âm mưu chống lại Zeno bởi Verina (Vợ góa của Leo I chị của Basiliscus) | tháng Tám 476 sau CN Thất bại, bị bắt và xử tử bởi Zeno                              |
|           | Anastasius I FLAVIVS ANASTASIVS AVGVSTVS | khoảng 431 sau CN, Dyrrachium | 9 tháng Tư, 491 sau CN – 9 tháng Bảy, 518 sau CN                                                  | Được chọn bởi Ariadne làm người thừa kế của Zeno                                                             | 9 tháng Bảy, 518 Do nguyên nhân tự nhiên                                             |

### Triều đại Justinian
| Chân dung | Tên                                                             | Năm sinh                               | Cai trị                                             | Kế vị                                                                                   | Qua đời |
| --------- | --------------------------------------------------------------- | -------------------------------------- | --------------------------------------------------- | --------------------------------------------------------------------------------------- | --- |
|           | Justinus I FLAVIVS IVSTINVS AVGVSTVS                            | khoảng 450 sau CN, Baderiana           | 9 tháng Bảy, 518 sau CN – 1 tháng Tám, 527 sau CN   | Chỉ huy ngự lâm quân của Anastasius I; được bầu làm hoàng đế với sự ủng hộ của quân đội | 1 tháng Tám, 527 sau CN Do nguyên nhân tự nhiên |
|           | Justinianus I FLAVIVS PETRVS SABBATIVS IVSTINIANVS AVGVSTVS     | khoảng 482 sau CN, Tauresium, Dardania | 1 tháng Tám, 527 sau CN – 13/14 tháng 11 565 sau CN | Cháu và là người thừa kế của Justinus I                                                 | 13/14 tháng 11 565 sau CN Do nguyên nhân tự nhiên |
|           | Justinus II FLAVIVS IVSTINIVS IVNIOR AVGVSTVS                   | khoảng 520 sau CN, Constantinople      | 13/14 tháng 11 565 sau CN – 578 sau CN              | Cháu Justinus I                                                                         | 5 tháng 10 năm 578 sau CN Mắc chứng điên; Tiberius II Konstantinos nhiếp chính từ tháng 12 năm 574 và trở thành hoàng đế sau cái chết của Justin năm 578 |
|           | Tiberius II Konstantinos FLAVIVS TIBERIVS CONSTANTINVS AVGVSTVS | khoảng năm 526                         | 5 tháng 10 năm 578 – 14 tháng Tám 582               | Con nuôi của Justinus II                                                                | 14 tháng Tám 582 Do nguyên nhân tự nhiên (?) |
|           | Mauricius FLAVIVS MAVRICIVS TIBERIVS AVGVSTVS                   | Năm 539, Arabissus, Cappadocia         | 13 tháng Tám 582 – 27 tháng 11 602                  | Con rể của Tiberius II Konstantinos                                                     | 27 tháng 11 602 Bị xử tử |

Tiếp nối với Danh sách hoàng đế Byzantine

## Niên biểu
Niên biểu chỉ ra tuổi thọ niên dại của các hoàng đế La Mã